# Coreper
Coreper (Comité des Représentants Permanents) er en betegnelse fra Den Europæiske Union for udvalg/arbejdsgrupper sammensat af medarbejdere fra medlemsstaternes permanente repræsentationer/ambassader i EU. De ca. 300 Coreper udvalg er sammensat efter, hvilke emner udvalgene behandler, og deres arbejde består primært i at forberede møderne i EUs ministerråd.
| Politik | Spire Denne artikel om politik og ideologi er en spire som bør udbygges. Du er velkommen til at hjælpe Wikipedia ved at udvide den. |